# 신마이즈루정
신마이즈루정(일본어: 新舞鶴町)은 일본 교토부 가사군에 설치되었던 정이다. 현재의 마이즈루시 동부에 해당한다.

## 역사
- 1906년 7월 1일 - 구라하시촌의 일부(오아자 기타스이, 하마, 미조시리, 모리, 유키나가), 시라쿠촌의 일부가 분립해, 성립하였다.
- 1938년 8월 1일 - 나카마이즈루정, 구라하시촌, 요호로촌, 시라쿠촌과 합병해 히가시마이즈루시가 성립, 동일 신마이즈루정은 폐지되었다.

## 교통

### 철도
- 철도성
  - 마이즈루선
  - 오바마선

### 도로
- 단고 가도 (현 국도 제27호선)

### 항로
- 마이즈루항

## 참고문헌
- 가도카와 일본 지명 대사전 26 京都府